# 後藤由多加
後藤 由多加（ごとう ゆたか、1949年3月28日 - ）は、日本の実業家。本名︰後藤 豊。兵庫県出身。

## 来歴
早稲田大学商学部（1974年に中退）では、「早稲田大学企画構成研究会」に所属。在学中の1971年にユイ音楽工房（現：ユイミュージック）を、翌1972年にユイ音楽出版を設立。吉田拓郎、かぐや姫、長渕剛ら、そして1980年代には中原めいこやBOØWYらを手がけ、社長を務める。
1975年、井上陽水、泉谷しげる、小室等、吉田拓郎らと共にフォーライフ・レコードを設立し、副社長に就任。1982年からは3代目社長を務めた。
その後継として2002年に設立されたレコード会社、フォーライフミュージックエンタテイメントの社長を務めている。
日本レコード協会副会長や音楽出版協会理事などを歴任し、2011年6月には音楽産業・文化振興財団（PROMIC）理事長に就任した。